# いろはにこんぺいとう
『いろはにこんぺいとう』は、矢野顕子の2枚目のスタジオ・アルバム、通算3枚目のアルバム。1977年8月5日発売。発売元は 日本フォノグラム。CDは1988年に徳間ジャパンから、2011年にミディから発売。

## 概要
矢野誠のプロデュースによる作品。一部曲目は、ザリバ以前の1973年に録音された。これらは、同年に発売が予定されていたファースト・アルバム（『JAPANESE GIRL』とは別）のための録音と思われる。ここにはティン・パン・アレーから細野晴臣（ベース）、林立夫（ドラムス）、鈴木茂（ギター）が参加した。
また、シンセサイザー・プログラマーとして松武秀樹が参加しており、電子楽器を応用したポップスの草創期の作品にあたる。もっとも、その音作りはのちのテクノポップの語法とは大きく異なり、矢野のピアノを中心にペーソスを感じさせるアナログシンセサイザーの音を絡める使われ方が行われている。
さらに、2000年代にブルーノート東京を拠点にトリオを組むことになるベース奏者、ウィル・リーが第2曲に、矢野作品への初めての登場をしている。矢野がイルカの模型をかついだ図柄のアルバムジャケットは、写真家の十文字美信による撮影である。

## 収録曲
| #  | タイトル                                                                                         | 作詞・作曲 |
| -- | ------------------------------------------------------------------------------------------------ | ---------- |
| 1. | 「KAWAJI」(シンセサイザーによるインストゥルメンタル。)                                           |            |
| 2. | 「いろはにこんぺいとう」                                                                         |            |
| 3. | 「待ちくたびれて」                                                                               |            |
| 4. | 「ほうろう」(小坂忠の曲のカバー。原曲は『ほうろう』(1975年)収録。)                               | 細野晴臣   |
| 5. | 「行け柳田」(「柳田」とは当時活躍していた読売ジャイアンツ所属の野球選手、柳田真宏のことである。) |            |

| #   | タイトル | 作詞     | 作曲     |
| --- | --- | -------- | -------- |
| 6.  | 「相合傘」(はっぴいえんどの曲のカバー。原曲は『HAPPY END』(1973年)収録。この演奏に細野は参加していない。)                        | 細野晴臣 | 細野晴臣 |
| 7.  | 「ぽつん」 |          |          |
| 8.  | 「昨日はもう」(石川セリへの提供楽曲。原曲は『気まぐれ』(1977年)収録。)                                                           | 石川セリ |          |
| 9.  | 「家路」 |          |          |
| 10. | 「やませ（東風）」(小坂忠に対して提供された楽曲。『ほうろう』収録。この時の題は「つるべ糸」であり、名義も「鈴木晶子」であった。) |          |          |

## 参加ミュージシャン
- 矢野顕子 - ボーカル、ムーグIIIc（1-3、5、7、8、10）、ミニムーグ（1、2、6、7）、ストリングアンサンブル（1、3、8）、ピアノ（2、4、6、7、9、10）、手拍子（2）、ヤマハエレキピアノ（3、5、8）、クラヴィネット（3-5）、フェンダーエレキピアノ（3）、バックボーカル（4、6）
- リック・マロッタ - ドラムス（2）
- ウィル・リー - ベース（2）
- デヴィッド・スピノザ - ギター（2）
- ニッキー・マレロ - ヴァイブラスラップ（2）
- 浜口茂外也 - メタルギロ（2）、手拍子（2）、しめだいこ（2）
- 高中正義 - ギター（3）
- 鈴木茂 - ギター（3、4）
- 林立夫 - ドラムス（3-9）、シンセドラム（5）
- 細野晴臣 - ベース（3、4、9）
- 伊藤銀次 - ギター（6）
- 駒沢祐城 - スティールギター（6、9）
- かしぶち哲郎 - シンセドラム（7）、ドラムス（10）
- 大野グループ - ストリングス（9、10）

## 発売履歴
| 発売日         | レーベル      | 規格      | 規格品番   | 備考             |
| -------------- | ------------- | --------- | ---------- | ---------------- |
| 1977年8月5日   | Philips       | LP        | S-7019     |                  |
| 1977年8月5日   | Philips       | CT        | LCT-12076  |                  |
| 1977年8月5日   | Philips       | 8トラック | L8T-12076  |                  |
| 1988年10月25日 | Japan Records | CD        | 25JC-344   |                  |
| 1992年12月21日 | Japan Records | CD        | TKCA-30756 |                  |
| 1994年5月25日  | Japan Records | CD        | TKCA-70373 |                  |
| 1998年5月13日  | 徳間ジャパン  | LP        | TKJA-10028 |                  |
| 2002年10月23日 | 徳間ジャパン  | CD        | TKCA-72461 | 限定版           |
| 2011年11月23日 | ミディ        | SHM-CD    | MDCL-1520  |                  |
| 2017年11月29日 | ミディ        | SHM-CD    | MDCL1520   | 紙ジャケット仕様 |
| 2017年11月29日 |               | 配信      |            | AAC 128/320kbps  |
| 2019年5月29日  | Wewantsounds  | LP        | WWSLP18    |                  |
| 2023年9月1日   | Wewantsounds  | LP        | WEWA181    |                  |